# Berwick (Luisiana)
Berwick é uma cidade  localizada no estado americano de Luisiana, na Paróquia de St. Martin.

## Demografia
Segundo o censo americano de 2000, a sua população possui de 4418 habitantes.
Em 2006, foi estimada uma população de 4334, um decréscimo de 84 (-1.9%).

## Geografia
De acordo com o United States Census Bureau tem uma área de
15,7 km², dos quais 15,4 km² cobertos por terra e 0,3 km² cobertos por água.

## Localidades na vizinhança
O diagrama seguinte representa as localidades num raio de 32 km ao redor de Berwick.